# Gaia BH1

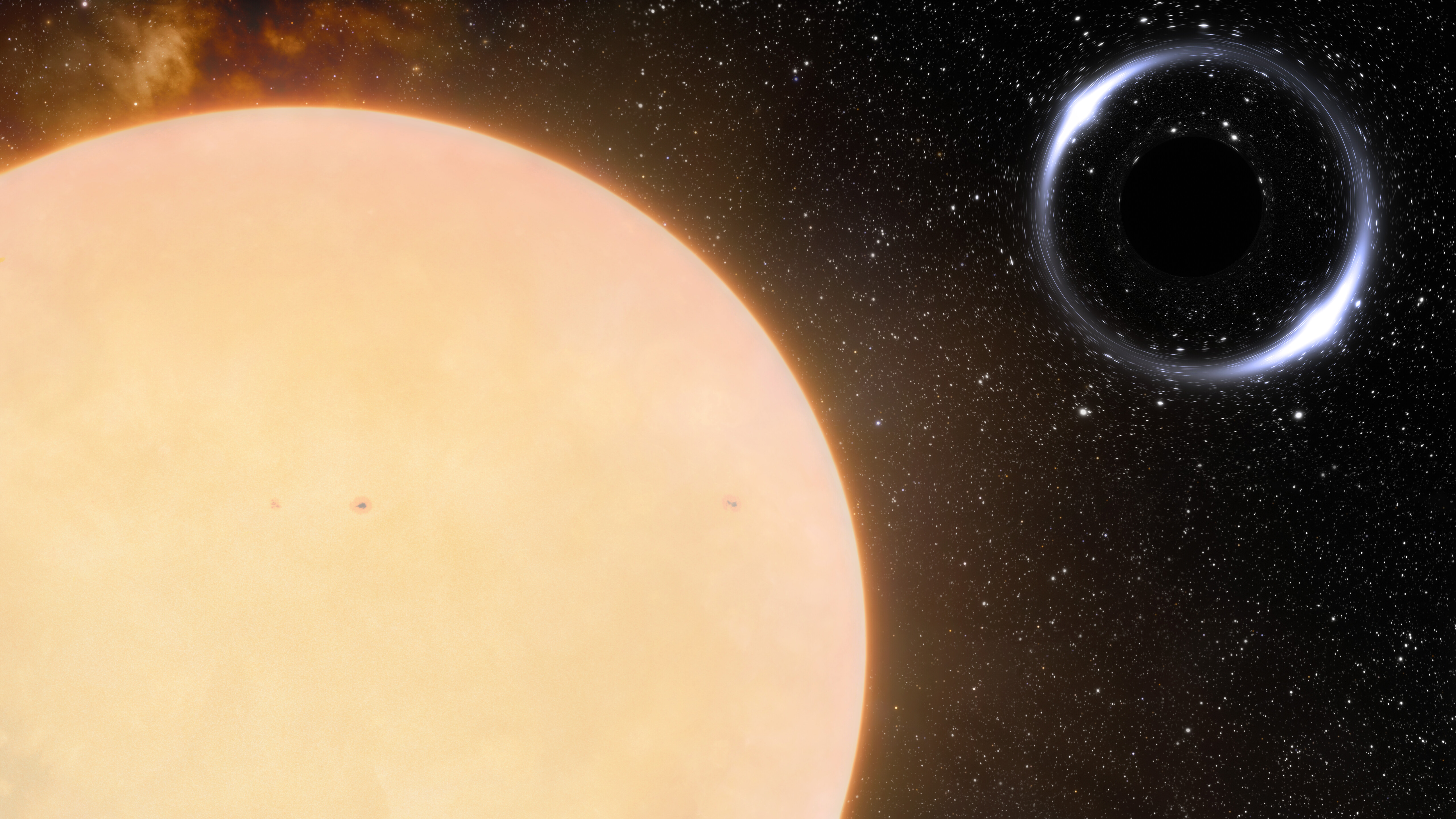
Künstlerische Darstellung von Gaia BH1 und seinem Begleitstern

Gaia BH1 (Gaia DR3 4373465352415301632) ist ein Doppelsternsystem, das aus einem Gelben Zwerg und wahrscheinlich einem Schwarzen Loch besteht. Es befindet sich innerhalb der Milchstraße im Sternbild Schlangenträger. Mit einer Entfernung von 1560 Lichtjahren wäre es das der Erde am nächsten gelegene bekannte Schwarze Loch. Ein weiteres ist A0620−00 mit einer Entfernung von etwa 3500 Lichtjahren.
Die Identifizierung von Gaia BH1 als mögliches Schwarzes Loch mit rund zehn Sonnenmassen erfolgte anhand der Bewegungen seines sonnenähnlichen Begleitsterns, der das Objekt ungefähr im Abstand zwischen Erde und Sonne in 185,6 Tagen und einer Exzentrizität von 0,45 umkreist.
Die Entdeckung von Gaia BH1 gelang einem Forscherteam von Astronomen des Max-Planck-Instituts für Astronomie und dem Harvard-Smithsonian Center for Astrophysics. Sie erfolgte mit der europäischen Raumsonde Gaia und wurde vom Gemini-Observatorium auf Hawaii überprüft und bestätigt. Die Entdeckung wurde im November 2022 gemeldet.